# John Evelyn

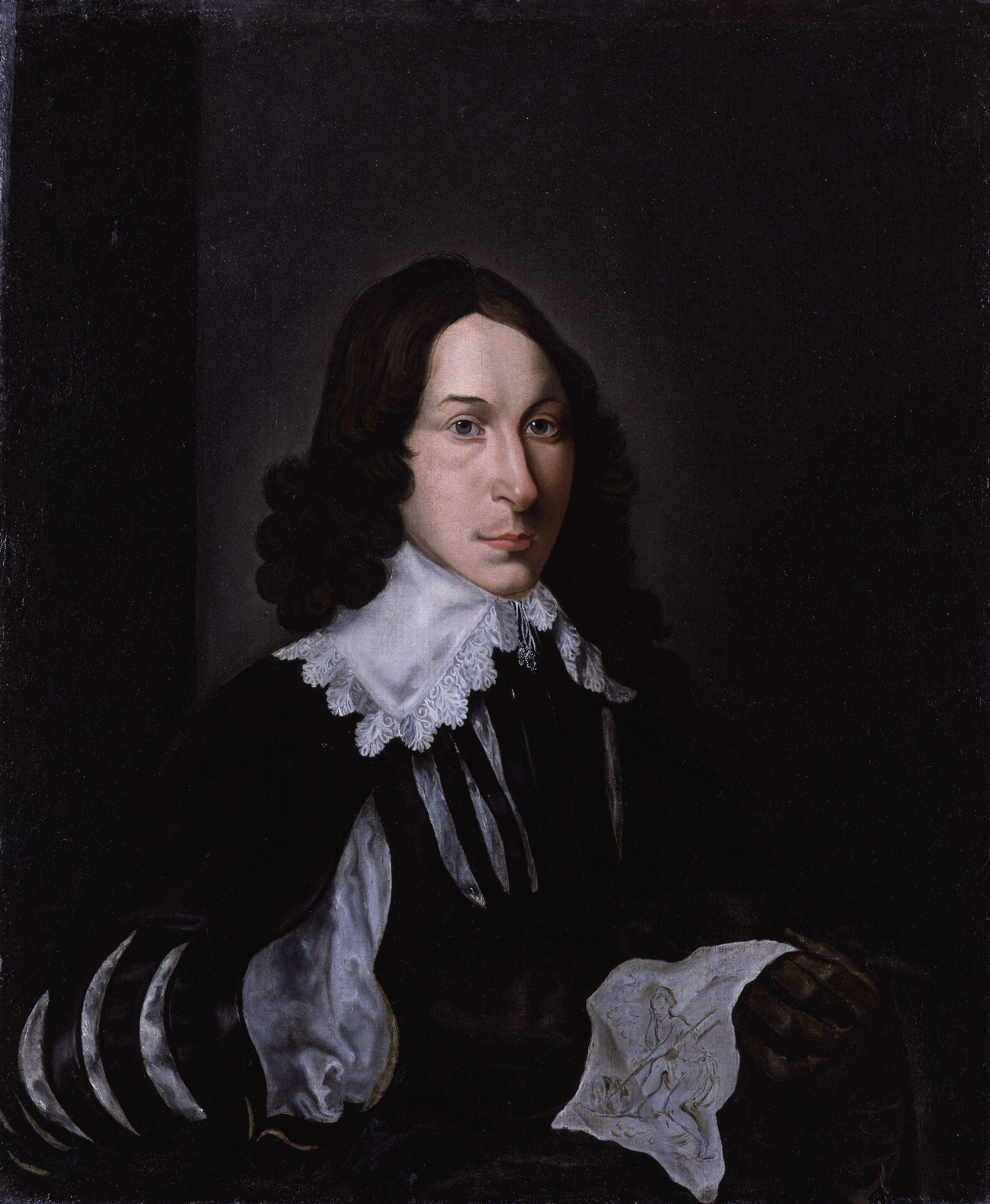
John Evelyn na portrétu Henrika van der Borcht z roku 1641

John Evelyn (31. října 1620 Wotton – 27. února 1706 Londýn) byl anglický přírodovědec, zahradník, bibliofil a autor deníků. Dodnes nejdůležitější z jeho díla zůstávají právě deníky, které jsou vedle deníků Samuela Pepyse, největší své doby. Tyto deníky hrají velkou roli při zkoumání dobové kultury, umění a politiky. Evelyn zachytil události jako poprava krále Karla I. a velký požár Londýna. Zachovala se také četná korespondence Evelyna a Pepyse. Pomáhal zakládat Královskou společnost.
Z Evelynovy spisovatelské činnosti nejznámější publikace Sylva, or A Discourse of Forest Trees (1664), kde doporučuje pěstovat stromy. Psal také texty s tématem sběratelství či gastronomie. Jeho knihovna po smrti nejspíše obsahovala více než 3800 knih. Jeho motto často zapisované do knih bylo Omnia explorate; meliora retinete (Vše prozkoumej, to nejlepší si nech).